# Дракула: Буђење зла
Дракула: Буђење зла (енгл. The Last Voyage of the Demeter) амерички је хорор филм из 2023. године. Режију потписује Андре Евредал, по сценарију Брађија Ф. Схата и Зака Олкевича, а темељи се на поглављу „Капетанов дневник” романа Дракула Брема Стокера. Главне улоге тумаче Кори Хокинс, Ејслинг Франчози, Лијам Канингам и Дејвид Дастмалчијан. Прати посаду трговачког брода Деметер предвођену капетаном Елиотом (Канингем) који покушавају да преживе путовање океаном од Трансилваније до Лондона док их прогања легендарни вампир, познат као Дракула.
Приказивање у биоскопима почело је 11. августа 2023. године у САД, односно дан раније у Србији. Добио је помешане рецензије критичара и зарадио само 20 милиона долара широм света у односу на буџет од 45 милиона, чиме је остварио финансијски губитак за Universal Pictures.

## Радња
Чудни и застрашујући догађаји задесе осуђену посаду док покушавају да преживе океанско путовање од Трансилваније до Лондона, које сваке ноћи вреба немилосрдно биће: легендарни вампир познат као Дракула. Када Деметер коначно стигне до обале Енглеске, он је угљенисана, напуштена олупина. Нема ни трага посади.— 

## Улоге
| Глумац              | Улога        |
| ------------------- | ------------ |
| Кори Хокинс         | Клеменс      |
| Ејслинг Франчози    | Ана          |
| Лијам Канингам      | Елиот        |
| Дејвид Дастмалчијан | Војћех       |
| Хавијер Ботет       | Дракула      |
| Вуди Норман         | Тоби         |
| Џон Џон Брионес     | Џозеф        |
| Стефан Капичић      | Олгарен      |
| Николај Николаеф    | Петровски    |
| Мартин Фурулунд     | Ларсен       |
| Крис Воли           | Абрамс       |
| Николо Пазети       | заменик Херш |
| Сали Рив            | газдарица    |